# Charles Towry-Law (4e baron Ellenborough)
Charles Towry Hamilton Towry-Law, 4e baron Ellenborough (21 avril 1856 - 26 juin 1902), est membre de la Chambre des lords.

## Biographie
Il est le seul enfant de Charles Towry-Law, 3e baron Ellenborough, et de sa seconde épouse, Anne Elizabeth Fitzgerald-Day. Ses parents se marient à Lymington le 28 juin 1855 et il est né le 21 avril 1856. Sa mère est la petite-fille du député Robert Day et la fille du révérend John Robert Fitzgerald-Day de Beaufort, comté de Kerry, et Lucy Thompson, qui meurent subitement en février 1860 sur un navire revenant de l'Inde.
Charles succède à son père en tant que 4e baron Ellenborough en 1890 et meurt célibataire d'une insuffisance cardiaque au 152 Harley Street, Londres, le 26 juin 1902. Il est à son tour remplacé par un cousin, Edward Law (5e baron Ellenborough).